# This Human World
Das Filmfestival This Human World (Eigenschreibweise auch this human world – International Human Rights Film Festival / Internationales Filmfestival der Menschenrechte) ist ein österreichisches Filmfestival, das sich dem Thema Menschenrechte widmet. Es findet seit 2008 jährlich Ende November/Anfang Dezember in Wien statt.

## Geschichte
Gegründet wurde das Festival 2008 von Lisa und Johannes Wegenstein anlässlich des 60. Jahrestages der Allgemeinen Erklärung der Menschenrechte. Jährlich werden an dreizehn Festivaltagen rund 80 bis 100 Spiel-, Dokumentar- und Kurzfilme präsentiert. Begleitet werden die Präsentationen von Diskussionen, Vorträgen, einem Kurzfilmwettbewerb für Schüler, Ausstellungen und Performances. Die Organisatoren möchten unter anderem durch die Bündelung von zivilgesellschaftlichen Organisationen und Kooperationen mit Nichtregierungsorganisationen eine Plattform für den politischen Dialog bilden. Die Filmauswahl geschieht in Zusammenarbeit mit Experten, Kuratoren, Nichtregierungsorganisationen und Partnerfestivals sowie dem Ludwig Boltzmann Institut für Menschenrechte. Kooperationen gab es unter anderem mit der Gemeinnützigen Entwicklungszusammenarbeit und dem SYN-Magazin.
Als Präsident und Geschäftsführer fungiert Johannes Wegenstein. Festivalleiter waren bzw. sind Lara Bellon, Lisa Heuschober und Michael Schmied. Zu den Spielorten zählten 2019 unter anderem das Gartenbaukino, das Stadtkino im Künstlerhaus, das Top Kino und das Schikaneder Kino. Aufgrund der COVID-19-Pandemie fand die Ausgabe 2020 als reine Online-Ausgabe unter dem Titel This Human World Outlines statt. Die Onlineversion des THW umfasste etwa zwei Drittel der ursprünglich avisierten 86 Filme. Im März 2021 startete das Festival eine Online-Plattform mit monatlich wechselndem Programm. Auch die Ausgabe 2021 fand aufgrund eines Lockdowns nur online statt, einzelne Werke wurden wie im Vorjahr gestreamt. 2023 wurde Olfas Töchter als Eröffnungsfilm ausgewählt, erstmals wurden zusätzlich die Breitenseer Lichtspiele Spielort, Fokus wurde auf den Russisch-Ukrainischen Krieg sowie Afrika gelegt.
Das Festival ist Mitglied im internationalen Human Rights Film Network (HRFN) und im Forum österreichischer Filmfestivals (FÖFF), dem Dachverband von Filmfestivals in Österreich. Mit Jänner 2013 übernahm das Wiener Festival erstmals den Vorsitz im HRFN.
Zu den am Festival gezeigten Produktionen zählen Cash & Marry (2009) von Atanas Georgiev, Die fünf Himmelsrichtungen (2010) von Fridolin Schönwiese, Evolution der Gewalt (2011) von Fritz Ofner, Void  (2012) von Stefan A. Lukacs, Born in Evin (2019) von Maryam Zaree und Las Mil y Una (2020) von Clarisa Navas und Flee (2021).

## Preisträger (Auswahl)
2024
- Österreich-Wettbewerb: Die guten Jahre von Reiner Riedler[12]
- Internationaler Wettbewerb: Maydegol von Sarvnaz Alambeigi
- Expanded Shorts Sektion: Leila von Fariba Haidari